# Франциск Гіацинт
Франциск Гіацинт Райська квітка (італ. Francesco Giacinto, фр. François-Hyacinthe le Fleur de Paradis), 14 вересня 1632 — 4 жовтня 1638) — герцог Савойський у 1637—1638 роках.

## Життєпис
Походив з Савойського дому. Син Віктора Амадея I, герцога Савойського, та Христини де Бурбон. Народився 1632 року в замку Валентино в Турині. Отримав титул князя П'ємонту.
1637 року після смерті батька успадкував трон. Через малий вік регентом стала його мати. Тоді тривала франко-іспанська війна. Савоя продовжувала виступати на боці Франції, але не так активно як за Віктора Амадея I. Побоючись переходу Савої на бік Іспанії кардинал Арман де Рішельє планував захопити владу в Савойському герцогстві. За його наказом французький посол повинен був увірватися в замок у Верчеллі і від імені французького короля Людовика XIII взяти під домашній арешт регеншу разом з малим герцогом. Проте змову було розкрито, Христина зміцнила залогу замку і Рішельє відмовився від свого плану.
Стосунки між Францією та Савоєю ще більше загострилися, коли французька армія не зуміла допомогти савоярам відстояти місто Верчеллі, яке захопили іспанці.
1638 року в замку Валентино герцог Франциск Гіацинт помер від хвороби, що почалася раптово, з гарячки. Трон успадкував його брат Карл Еммануїл II.